# عربية توفيق لازم
عربية توفيق لازم، (1939-2008)،، مذيعة عراقية، من أوائل الأذاعيات في إذاعة راديو بغداد، حاصلة على شهادة الدكتوراه في الأدب، تنحدر أسرتها من مدينة العمارة جنوب العراق، كان والدها توفيق لازم مؤسس التعليم في محافظة ميسان ومؤسس فرقة (مجاهد) الريفية.

## دراستها ونشاتها
أكملت الدكتورة عربية دراستها الأولية والجامعية في بغداد ثم حصلت على شهادة ماجستير من جامعة عين شمس في القاهرة عام 1968م، ثم نالت شهادة دكتوراه في الآداب من جامعة بغداد عام 1983م، وتعينت في وظائف عدة وكانت تعمل مدرسة في المدارس الثانوية وبعدها مدرسة في الجامعة في السنوات المبكرة من حياتها، وكانت هوايتها المطالعة وحب الأدب والشعر العربي.

## من أهم منجزاتها
ألفت مجموعة من المؤلفات الأدبية وكتبت الشعر والقصة ثم تحولت بعد ذلك إلى النقد الأدبي والدراسات الأدبية، وكانت أحد أعضاء مجلس إدارة جمعية الأسرة العربية في القاهرة، ولها مؤلفات مطبوعة ومن أهمها:
- حركة التطور والتجديد في الشعر العراقي الحديث، طبع عام 1968.
- المرأة في الشعر العراقي الحديث حتى قيام الحرب العالمية الثانية.
- دراسات في الأدب العربي الحديث، وطبع عام 1989.

## بيان الثورة
ولقد تولت عربية قراءة نشرة الاخبار في صباح يوم ثورة 14 تموز 1958م قائلة: هنا إذاعة الجمهورية العراقية في بغداد، وكانت عربية توفيق أول من أذاع بيان الثورة وأول من لفظت عبر المذياع عبارة الجمهورية العراقية، ولكن ما ان مرت سبعة أشهر على ذلك الحدث الجسيم في حياة عربية توفيق وإذا بها تفاجأ بتبليغها بالأمر الوزاري بالفصل من وظيفتها والمرقم 2045 في 2 آذار 1959 وهذا نصه:-
(بناءً على مقتضيات المصلحة العامة ونظراً لمتطلبات الأمن فقد قررنا فصل (عربية توفيق لازم)، ينفذ هذا الأمر اعتباراً من تاريخ صدوره).

## ومن عائلتها
وهي شقيقة العميد الدكتور المهندس محمد توفيق لازم أحد الاساتذة البارزين في الكلية الهندسية العسكرية وجامعة النهرين واللواء خالد توفيق لازم أحد أبرز الرياضيين ومن أبطال العراق ومؤسس الرياضة العسكرية العراقية، والدكتورة آمال توفيق لازم أحد أبرز الجراحين.

## وفاتها
توفيت عربية عن عمر ناهز السبعين عاما في بغداد بتاريخ 2008/9/13 م.